# Time (Lionel Richie)
Time (1998) è il quinto album di Lionel Richie, pubblicato nel 1998.

## Tracce
1. Zoomin' – 4:23 (Lionel Richie, Lloyd Tolbert, James Anthony Carmichael) – Richie, Carmichael
2. I Hear Your Voice – 4:00 (Richie, Diane Warren, David Foster) – Foster
3. Touch – 5:08 (Richie, Tolbert) – Richie, Carmichael
4. Forever – 6:13 (Richie) – Richie, Carmichael
5. Everytime – 4:15 (Richie) – Richie, Carmichael
6. Time – 6:11 (Richie) – Richie, Carmichael
7. To the Rhythm – 5:14 (Richie, Da Boogie Man) – Richie, Carmichael
8. Stay – 4:09 (Richie, Tolbert) – Richie, Carmichael
9. (That's) The Way I Feel – 3:07 (Richie, Keith Andes) – Richie, Carmichael
10. The Closest Thing to Heaven – 4:00 (Warren) – Foster
11. Someday – 4:23 (Richie, Dinky Bingham, Andre Betts) – Richie, Carmichael
12. Lady – 4:26 (Richie) – Richie